# Isaac Viñales
Isaac Viñales, född 6 november 1993 i Llança i Katalonien, är en spansk roadracingförare. 
Han körde i olika klasser i världsmästerskapen i Grand Prix Roadracing från 2010 till 2018. Säsongen 2019 kör Viñales i världsmästerskapen i Supersport.

## Tävlingskarriär
Viñales gjorde VM-debut i 125GP 2010 och har kört Moto3 regelbundet sedan säsongen 2012. Till Roadracing-VM 2014 fick Viñales kontrakt med Calvo Team. Samma stall som hans yngre kusin Maverick Viñales körde för då han blev världsmästare 2013. Isaac Viñales tog sin första pallplats genom att bli trea i Frankrikes Grand Prix 18 maj 2014. Han tog sedan två andraplatser och kom på sjunde plats i VM. 2015 fortsatte Viñales hos Calvo, men de bytte motorcykel till Husqvarna och årets teamnamn blev Husqvarna Factory Laglisse. Efter halva säsongen hade Viñales tagit en tredjeplats i Argentinas GP och låg åtta i VM. Teamet lät då meddela att Viñales inte uppnått de uppsatta målen och att han därför fick sparken. Viñales fick dock direkt ett inhopp i RBA Racing Team för den skadade Ana Carrasco och blev ordinarie där när Niklas Ajo fick sparken. Han kom på nionde plats i VM 2015.
Roadracing-VM 2016 gick Viñales upp i Moto2-klassen där han körde för Tech 3. Han kom på 24:e plats i VM. Säsongen 2017 körde Viñales för SAG Team och kom på 22:a plats i VM. Han fortsatte hos SAG 2018 men fick avsked efter halva säsongen. Istället fick Viñales en styrning för Forward Racing och slutade på 26:e plats i VM
Till 2019 bytte Viñales klass och körde Supersport-VM 2019 för Kallio Racing på en Yamaha.

## Framskjutna placeringar
| Nr | Grand Prix | År   |
| -- | ---------- | ---- |
| 1  | Italien    | 2014 |
| 2  | Valencia   | 2014 |

| Nr | Grand Prix | År   |
| -- | ---------- | ---- |
| 1  | Frankrike  | 2014 |
| 2  | Argentina  | 2015 |